# Š
Das Š (kleingeschrieben š) ist ein Buchstabe des lateinischen Schriftsystems, bestehend aus einem S mit Hatschek.

## Verwendung

### Rechtschreibung einzelner Sprachen
Der Buchstabe wird vor allem in den slawischen und den baltischen Sprachen verwendet. In den meisten Fällen entspricht er dem IPA-Laut /⁠ʃ⁠/, die Aussprache gleicht also dem deutschen „Sch“ wie in „Schule“.
Im 15. Jahrhundert gelangte der Buchstabe mit den Reformen von Jan Hus zuerst in die tschechische Sprache. 1830 übernahm Ljudevit Gaj den Buchstaben in die kroatische Sprache. Später wurde der Buchstabe auch in die verwandte bosnische, serbische und die slowenische Sprache übernommen. Ferner wird der Buchstabe in der slowakischen, estnischen, lettischen, litauischen, nordsamischen und den beiden sorbischen Standardsprachen sowie der belarussischen Łacinka verwendet.
Im Finnischen wird er nur für Fremdwörter verwendet und wird alphabetisch identisch mit dem albanischen und englischen Digraphen sh einsortiert.
Im Schwedischen steht der Buchstabe alphabetisch (z. B. in nichtschwedischen Namen in Telefonbüchern) an derselben Position wie im Finnischen. In der Rechtschreibung des Schwedischen selbst wird das š nicht verwendet, für das Phonem [ʃ⁠] verwendet man dort je nach Wort sch, sj, skj oder stj.

### Transliteration
Nach ISO 9 ist das Š die Transliteration des kyrillischen Ш. Nach DIN 31635 wird es zur Umschrift des arabischen ش verwendet.

## Darstellung auf dem Computer
Unicode enthält das Š an den Codepunkten U+0160 (Großbuchstabe) und U+0161 (Kleinbuchstabe). In ISO 8859-2 belegt der Buchstabe die Stellen 0xA9 (Großbuchstabe) bzw. 0xB9 (Kleinbuchstabe).
In HTML kann man das Š bzw. š mit &Scaron; bzw. &scaron; sowie mit
&#352; bzw.
&#353; bilden.
In TeX kann man das Š mit den Befehlen \v S und \v s bilden.

### Tastatureingabe
Mit der deutschen Standard-Tastaturbelegung E1 wird Š/š unter Windows mit der Tastenfolge Alt Gr+t (für den Hatschek) gefolgt von S bzw. s eingegeben, mit der Vorgängerfassung T2 mit der Tastenfolge Alt Gr+wgefolgt von S bzw. s und unter Linux Alt Gr+Shift+Ä gefolgt von S bzw. s.
Unter Windows können die Zeichen durch Gedrückthalten von Alt während der Eingabe der Ziffernfolge 0138 (Š) bzw. 0154 (š) auf dem Ziffernblock eingegeben werden.